# Aeroportul Campo dos Amarais
Aeroportul Campo dos Amarais (IATA: CPQ, ICAO: SDAM) este un aeroport din São Paulo, Brazilia ce deservește zona Campinas. Aeroportul a fost tranzitat în 2010 de 65.494 de pasageri.
Situat la o altitudine de 612 m, aeroportul dispune de 1 pistă. Este operat de DAESP⁠(d).

## Infrastructură

### Piste
Aeroportul dispune de o singură pistă. Pista 16/34 are suprafața de asfalt și dimensiunile 1.200 m × 30 m. 